# Felgar e Souto da Velha
Felgar e Souto da Velha (oficialmente: União das Freguesias de Felgar e Souto da Velha) é uma freguesia portuguesa do município de Torre de Moncorvo, com 46,93 km² de área e 860 habitantes (censo de 2021). A sua densidade populacional é 18,3 hab./km².
Para além de Felgar e Souto da Velha, a União de Freguesias é composta por mais uma aldeia da antiga freguesia de Felgar (Carvalhal).

## História
Foi criada aquando da reorganização administrativa de 2012/2013, resultando da agregação das antigas freguesias de Felgar e Souto da Velha.

## Demografia
A população registada nos censos foi:
| Distribuição da População por Grupos Etários | Distribuição da População por Grupos Etários | Distribuição da População por Grupos Etários | Distribuição da População por Grupos Etários | Distribuição da População por Grupos Etários | Distribuição da População por Grupos Etários |
| -------------------------------------------- | -------------------------------------------- | -------------------------------------------- | -------------------------------------------- | -------------------------------------------- | -------------------------------------------- |
| Antes da agregação                           |                                              |                                              |                                              |                                              |                                              |
| Ano                                          | 0-14 anos                                    | 15-24 anos                                   | 25-64 anos                                   | >= 65 anos                                   | Total                                        |
| 2001                                         | 169                                          | 184                                          | 594                                          | 278                                          | 1225                                         |
| 2011                                         | 117                                          | 108                                          | 514                                          | 308                                          | 1047                                         |
| Após a agregação                             |                                              |                                              |                                              |                                              |                                              |
| Ano                                          | 0-14 anos                                    | 15-24 anos                                   | 25-64 anos                                   | >= 65 anos                                   | Total                                        |
| 2021                                         | 59                                           | 75                                           | 369                                          | 357                                          | 860                                          |